# Вощар
Воща́р (рос. Вощар) — селище у складі Тарногського району Вологодської області, Росія. Входить до складу Спаського сільського поселення.

## Населення
Населення — 191 особа (2010; 314 у 2002).
Національний склад (станом на 2002 рік):
- росіяни — 99 %